# Holkham
Holkham – wieś w Anglii, w hrabstwie Norfolk, w dystrykcie North Norfolk. Leży 49 km na północny zachód od Norwich i 174 km na północ od Londynu.
Miejscowość liczy 236 mieszkańców.